# 3-ossosteroide 1-deidrogenasi
La 3-ossosteroide 1-deidrogenasi è un enzima appartenente alla classe delle ossidoreduttasi, che catalizza la seguente reazione:
un 3-ossosteroide + accettore ⇄ un 3-osso-Δ1-steroide + accettore ridotto